# Нікольськ (Вологодська область)
Ніко́льськ (рос. Никольск) — місто, центр Нікольського району Вологодської області, Росія. Адміністративний центр та єдиний населений пункт Нікольського міського поселення.

## Географія
Місто розташоване на правому березі річки Юг (права складова Малої Північної Двіни), за 442 км на схід від Вологди.
Середня температура січня -12.3 градуси Цельсія, й липня — +17,8 градусів Цельсія.

## Історія
Нікольський погост (Нікольська слобода) виник у XV столітті як пристань на річці Юг. Назва походила від церкви Святого Миколая. У той час річкою Юг проходив торговий шлях, що з'єднував притоки Північної Двіни з Ветлугою та Волгою.
У 1780 році у ході Катерининської губернської реформи село Нікольське перетворено на повітове місто Нікольського повіту.
Основні заняття мешканців у XIX — початку XX сторіччя — льонарство, молочно-м'ясне скотарство й полювання.

## Населення
Населення — 8511 осіб (2010; 8649 у 2002).

## Господарство

### Промисловість
- молококомбінат ЗАТ «Агрофірма імені Павлова»
- харчокомбінат

### Пам'ятки
Визначні пам'ятки міста:
- Стрітенський собор 1790–1882 роки, що розташовано на центральній площі міста, що частково зруйновано,
- Казанський храм (кінець XIX сторіччя — початок XX сторіччя),
- будівля колишнього духовного училища (1882),
- будівля земського управління (середина XIX сторіччя),
- Нікольський історико-меморіальний музей поета Олександр Яшина.

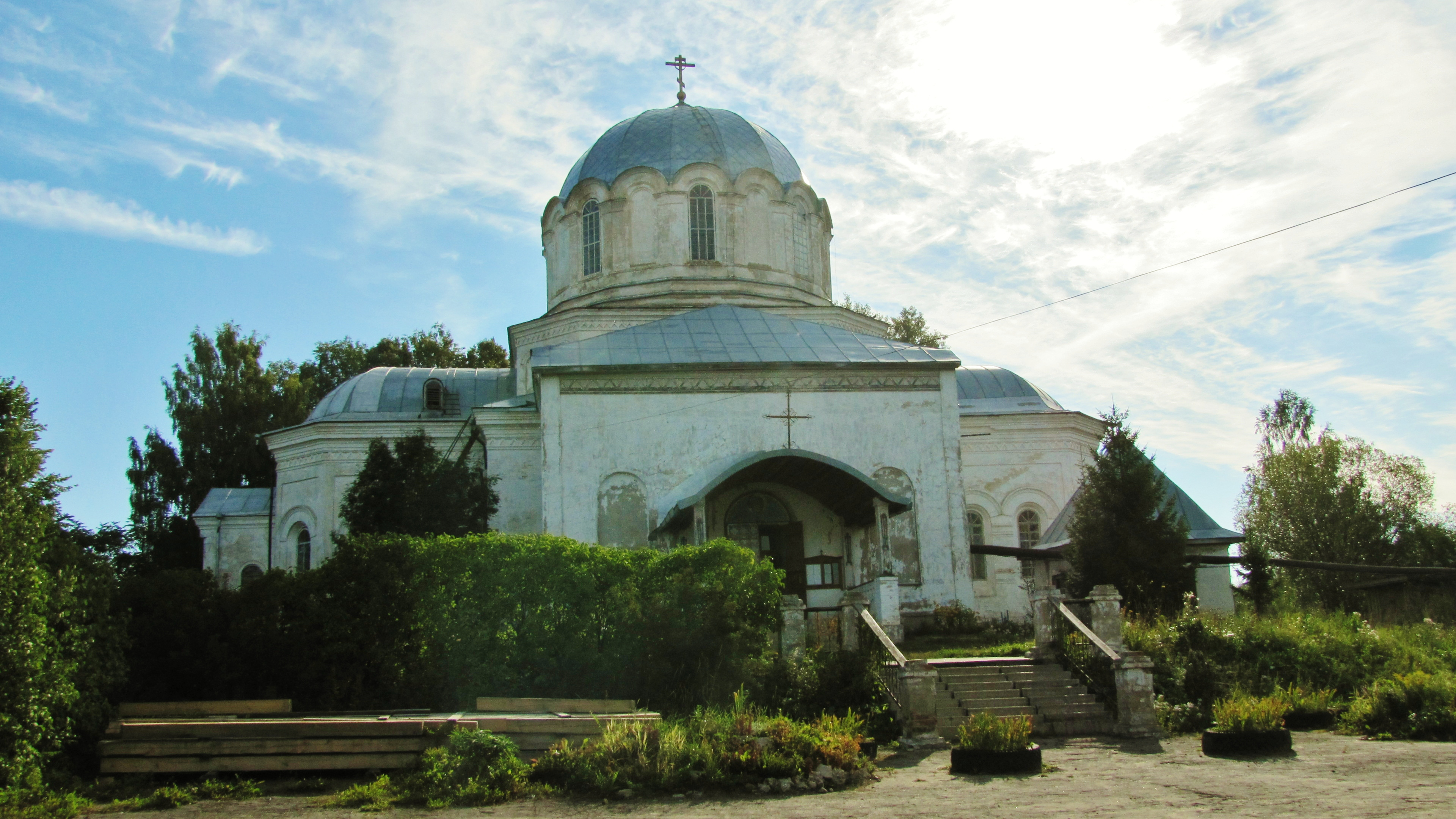
Православний храм Казанської Божої Матері у Нікольську

Певний інтерес представляють дерев'яні споруди, що визначають зовнішній вигляд населеного пункту. Будинки з мезоніном, балконами з різьбленими балясинами (ймовірно зведені у кінці XIX — початку XX сторіччя). Приватні садиби з просторими сіньми й критими дворами, розташованими збоку від основної будівлі.
Природні пам'ятки в околицях міста: Кудринський бор 660 га (рідкісні види орхідних рослин); урочище Яшкін бор 138 га, бор-біломошник.
У жовтні 2019 року у Нікольську депутат законодавчих зборів Вологодської області Горчаков відкрив пам'ятну дошку самому собі (як ініціатору будівництва будівлі ОВС).

## Відомі особистості
- Олександр Якович Яшин — поет і прозаїк
- Василь Мішеньов — поет